# Natrix longivertebrata
Espèce
Natrix longivertebrata  est une espèce fossile de serpents de la famille des Natricidae.

## Répartition
Cette espèce a été découverte en Pologne puis retrouvée en Hongrie et en Moldavie. Elle date du Pliocène. Des spécimens proches datent du Miocène.

## Publication originale
- Szyndlar, 1984 : Fossil snakes from Poland. Acta Zoologica Cracoviensia, vol. 28, p. 1-156.